# Azarooldoorn
Azarooldoorn (Crataegus azarolus) is een soort uit het geslacht meidoorn (Crataegus). De plant wordt gekweekt vanwege de vruchten.

## Determinatie
Azarooldoorn groeit als struik of als boom. Ze bereikt een hoogte van 4–12 m. De plant heeft donzige twijgen. De bladeren zijn bleekgroen en hebben een lengte van 3–7 cm. Ze hebben stompe lobben die meestal ongetand zijn. Op de onderzijde van het blad zijn ze behaard.
De bloemen zijn klein en wit. Ze hebben meeldraden met paarse helmknoppen. Ze vormen een bloeiwijze van 5–7,5 cm in doorsnede.

## Verspreiding
Het natuurlijke verspreidingsgebied van azarooldoorn omvat grote delen van het Middellandse Zeegebied en het Midden-Oosten.

## Gebruik
De vruchten van de soort worden azarole (niet te verwarren met de acerola) of Middellandse Zeemispel genoemd. De vruchten zijn groter dan die van eenstijlige meidoorn (Crataegus monogyna), ± 2–2,5 cm in doorsnede. De kleur is geel tot oranjerood. Elke vrucht bevat één tot drie pitten. De vruchten zijn enigszins zuur en wrang van smaak. Ze zijn eigenlijk niet geschikt voor verse consumptie, maar wel voor de productie van jam, compote, sap en wijn. De vrucht wordt zoals zijn alternatieve naam al zegt geproduceerd in de landen rond de Middellandse Zee.

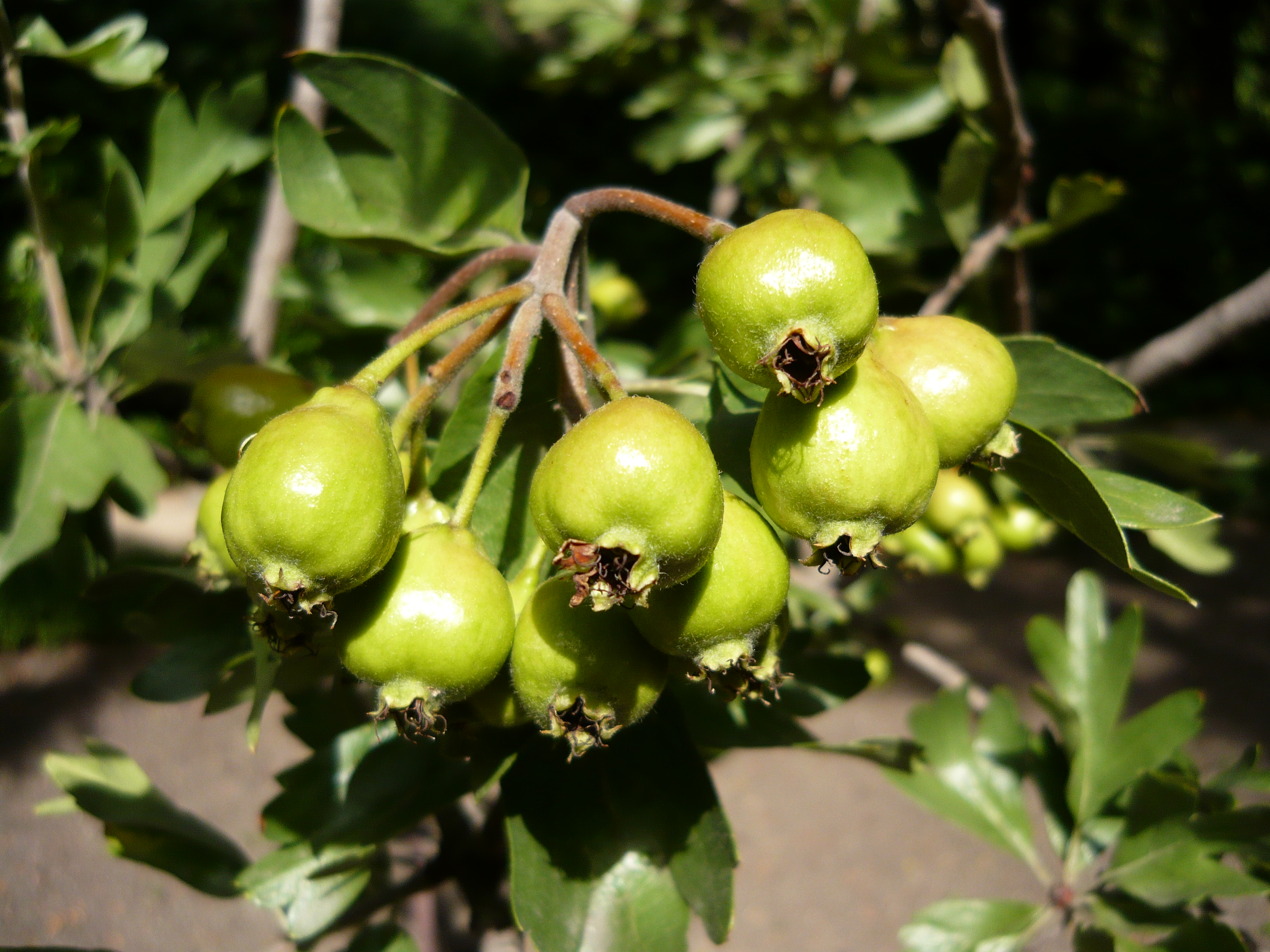
Vruchten

| Mediabestanden Commons heeft media  bestanden in de categorie Crataegus azarolus . |

... · 
C. azarolus (azarooldoorn) ·
C. crus-galli (hanendoorn) ·
C. laevigata (tweestijlige meidoorn) ·
C. monogyna (eenstijlige meidoorn) ·
C. rhipidophylla (koraalmeidoorn) ·
...